# کلیسای جامع سنت مارتین، براتیسلاوا
کلیسای جامع سنت مارتین (اسلواکی: Katedrála svätého Martina, مجاری: Szent Márton-dóm یا Koronázó templom, آلمانی: Kathedrale des Heiligen Martin) کلیسایی در براتیسلاوا، اسلواکی و کلیسای جامع اسقف اعظم کاتولیک روم در براتیسلاوا است.
این کلیسا در مرز غربی مرکز تاریخی شهر در زیر قلعه براتیسلاوا واقع شده‌است و یکی از بزرگترین و قدیمی‌ترین کلیساهای براتیسلاوا محسوب می‌شود به ویژه به عنوان کلیسای تاجگذاری پادشاهی مجارستان بین سالهای ۱۵۶۳ تا ۱۸۳۰ شناخته می‌شود.
قلعه واقع در تپه مجاور، با رنگ آمیزی گوتیک قابل توجه اما نسبتاً تند، تا حدودی مشابه آن، گلدسته ۸۵ متری سنت مارتین بر خط افق شهر قدیم مسلط است.

## ساختار، شکل و ویژگی‌ها

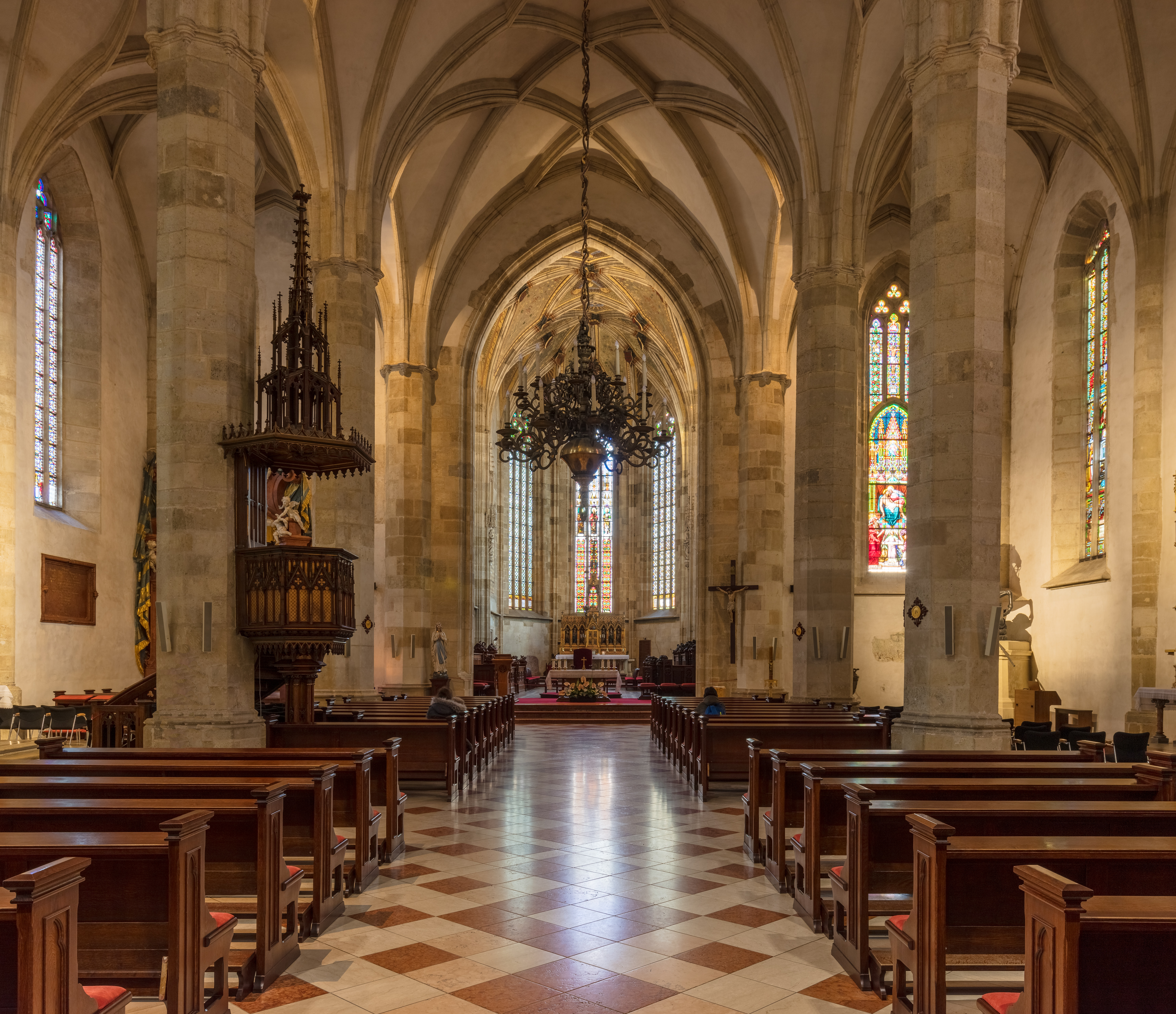
نمای کلی از فضای داخلی

شبستان سازه شامل سه راهرو می‌باشد که توسط دو ردیف هشت ستونی تقسیم شده‌است. مساحت کل آن ۶۹٫۳۷ در ۲۲٫۸۵ متر (۲۲۷٫۶ در ۷۵٫۰ فوت) با حداکثر ارتفاع ۱۶٫۰۲ متر (۵۲٫۶ فوت) برج ۸۵ متر (۲۷۹ فوت) بلند و در یک زمان بخشی از استحکامات شهر قرون وسطی بود. کلیسای جامع به شکل سنتی مصلوب ساخته شده‌است.

## تاریخچه ساخت و ساز
مدت‌ها قبل از ساختن کلیسای جامع، این محل چهار راه بوده و شامل مرکز سابق شهر، بازار و احتمالاً همچنین یک کلیسای کوچک نیز بوده‌است. مراسم پرستش در قلعه براتیسلاوا برگزار می‌شد، جایی که شعبه این دفتر و دفتر کشیش در آنجا بود. از آنجا که بازدیدها کاهش یافت و امنیت قلعه به خطر افتاده بود، پادشاه اومریک مجارستان از پاپ معصومین دوم اجازه خواست که مکان دفتر پروستان را در استان مشخص کند و پاپ در سال ۱۲۰۴ موافقت کرد. این کلیسا در سال ۱۲۲۱ تغییر یافت و در اصل به سبک رومانسک ساخته شده و برای منجی مقدس تقدیس شده‌است.

## تاج‌گذاری

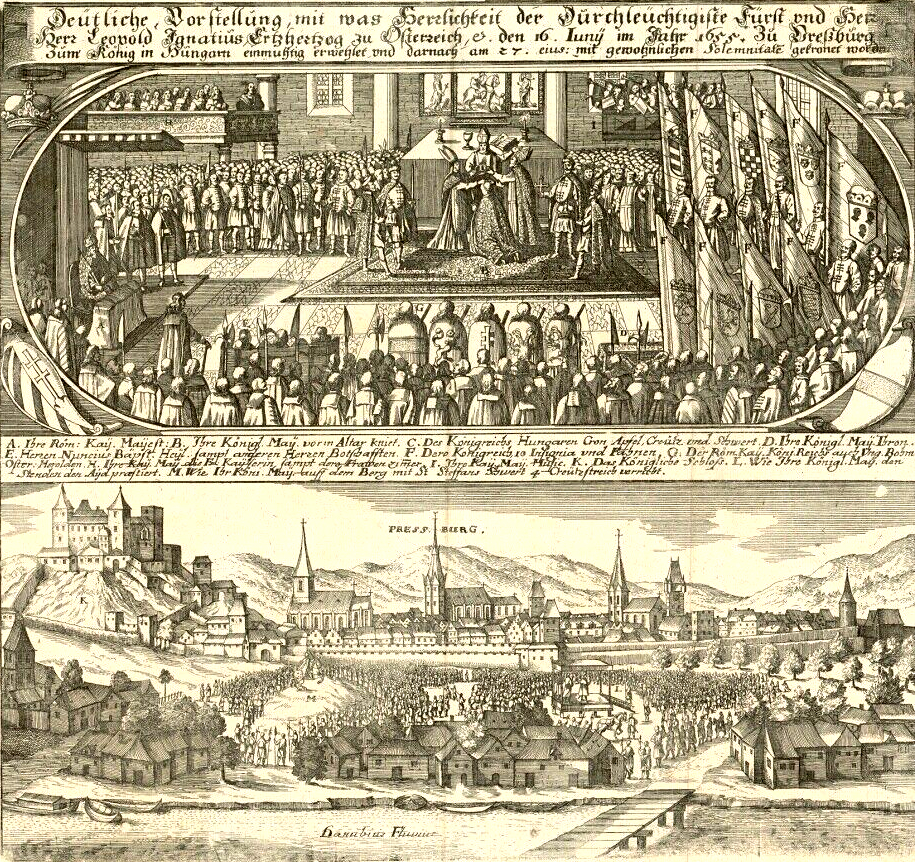
تاجگذاری امپراتور لئوپولد اول در کلیسای جامع سنت مارتین، ۱۶۵۵

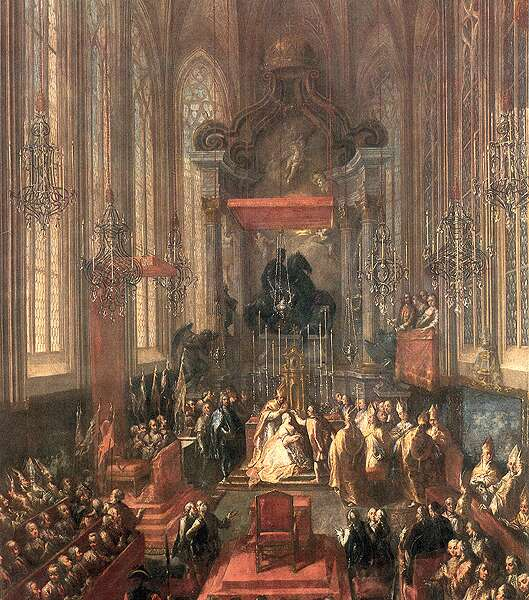
تاجگذاری ملکه ماریا دوم ترزا در کلیسای جامع سنت مارتین، ۱۷۴۱

این کلیسای جامع پس از تسخیر امپراتوری عثمانی بر آن شهر، در سال ۱۵۶۳ به کلیسای تاج‌گذاری حاکمیت پادشاهی مجارستان تبدیل شد و پس از تسخیر امپراتوری عثمانی در کلیسای جامع، مریم مقدس در سکش‌فهروار جای گرفت. در ۸ سپتامبر ۱۵۶۳، تاج سنت استفان بر سرماکسیمیلیان دوم، پسر امپراتور فردیناند اول هابسبورگ قرار گرفت. در مجموع، تاج‌گذاری ۱۱ پادشاه و ملکه به علاوه ۸ همسر آنها از جمله ماریا ترزا اتریشی در این مکان بین سالهای ۱۵۶۳ تا ۱۸۳۰ اتفاق افتاده‌است.

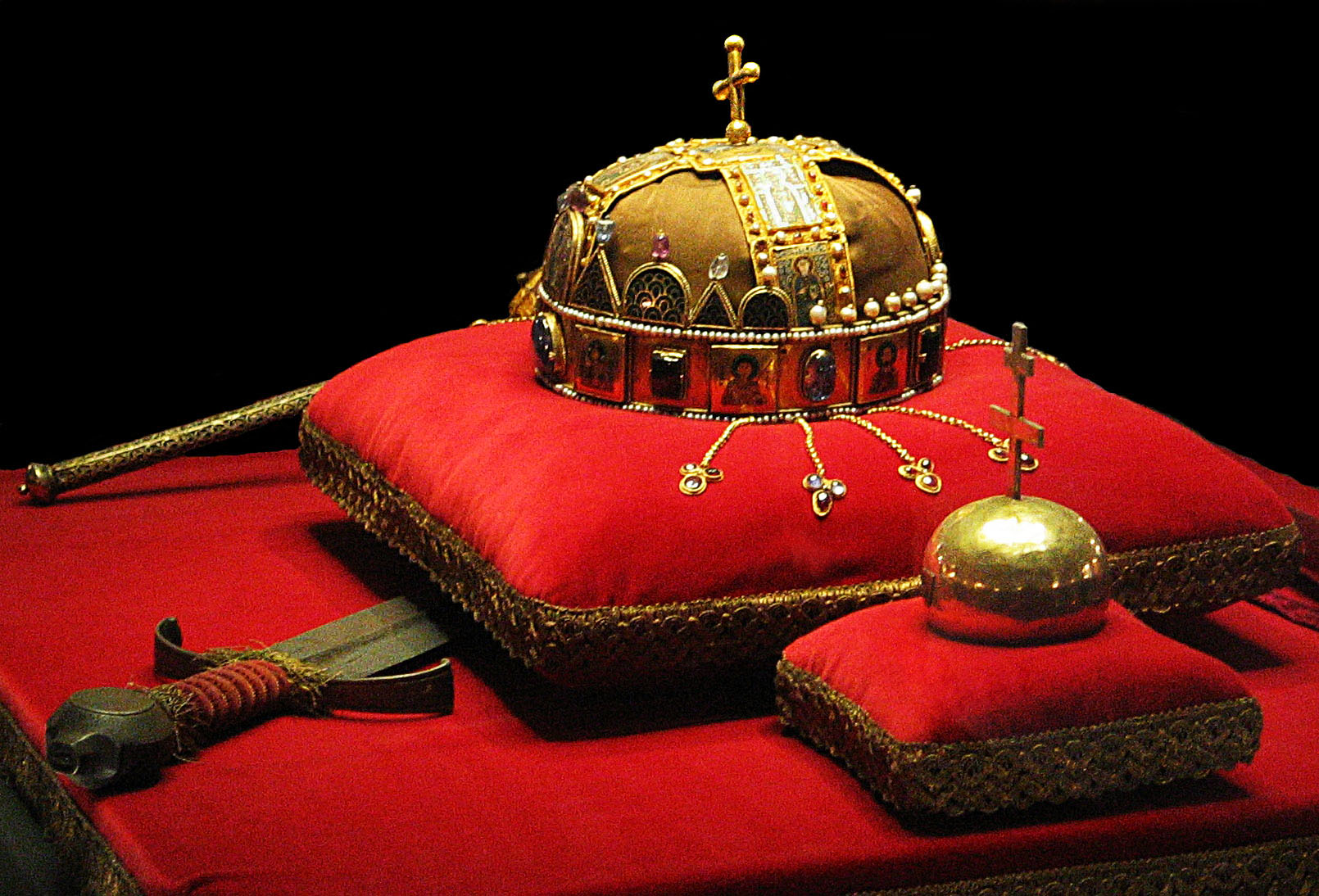
تاج سنت استفان

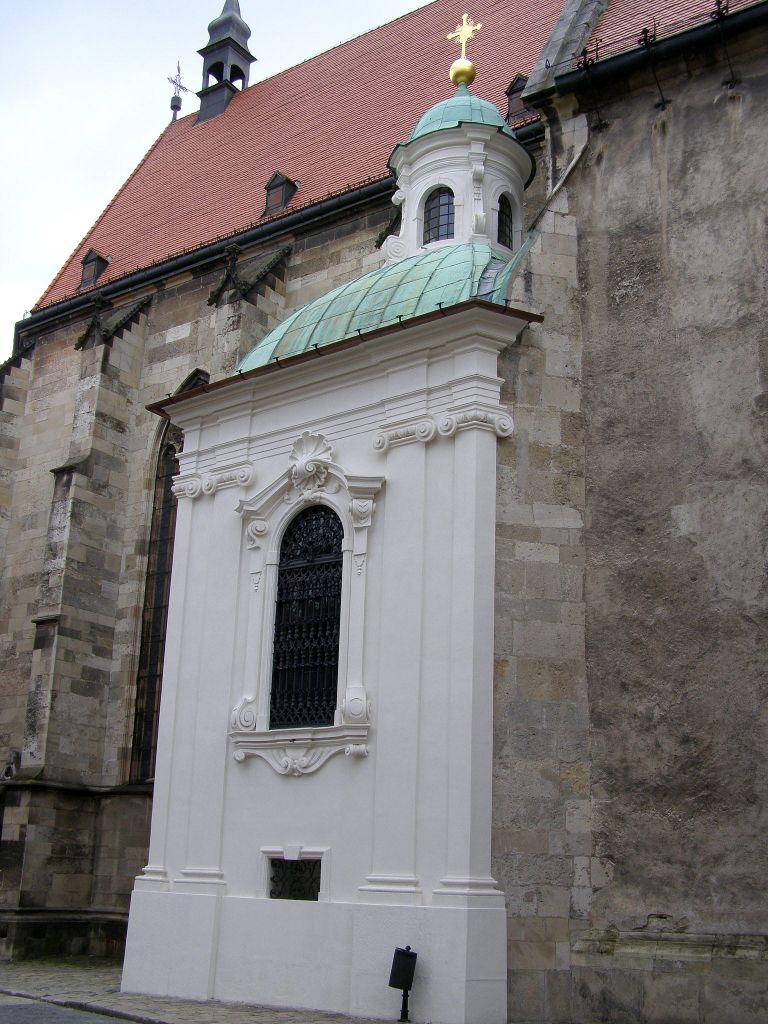
کلیسای سنت جان مهربان

## نگارخانه

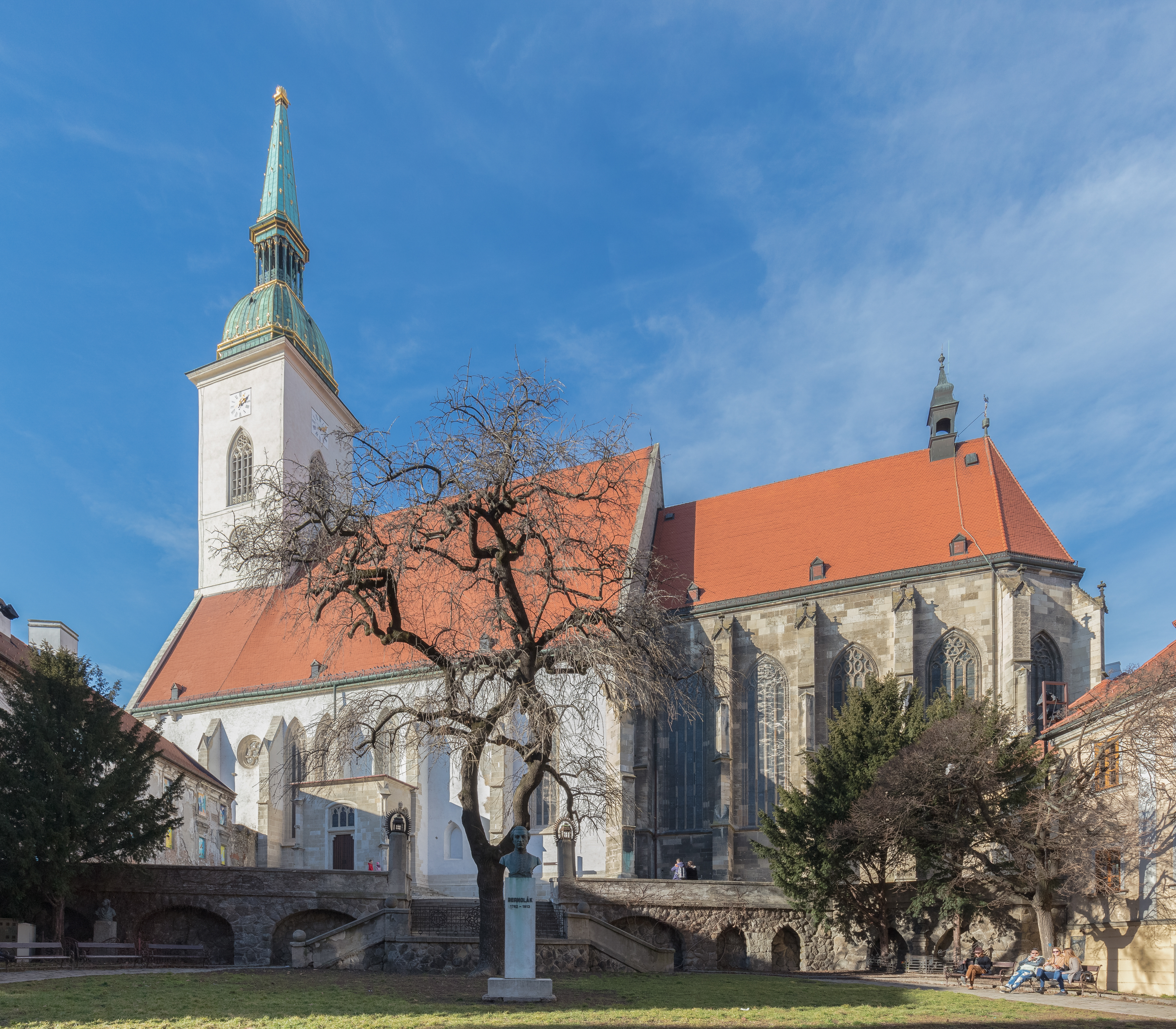
نمای کل ساختمان
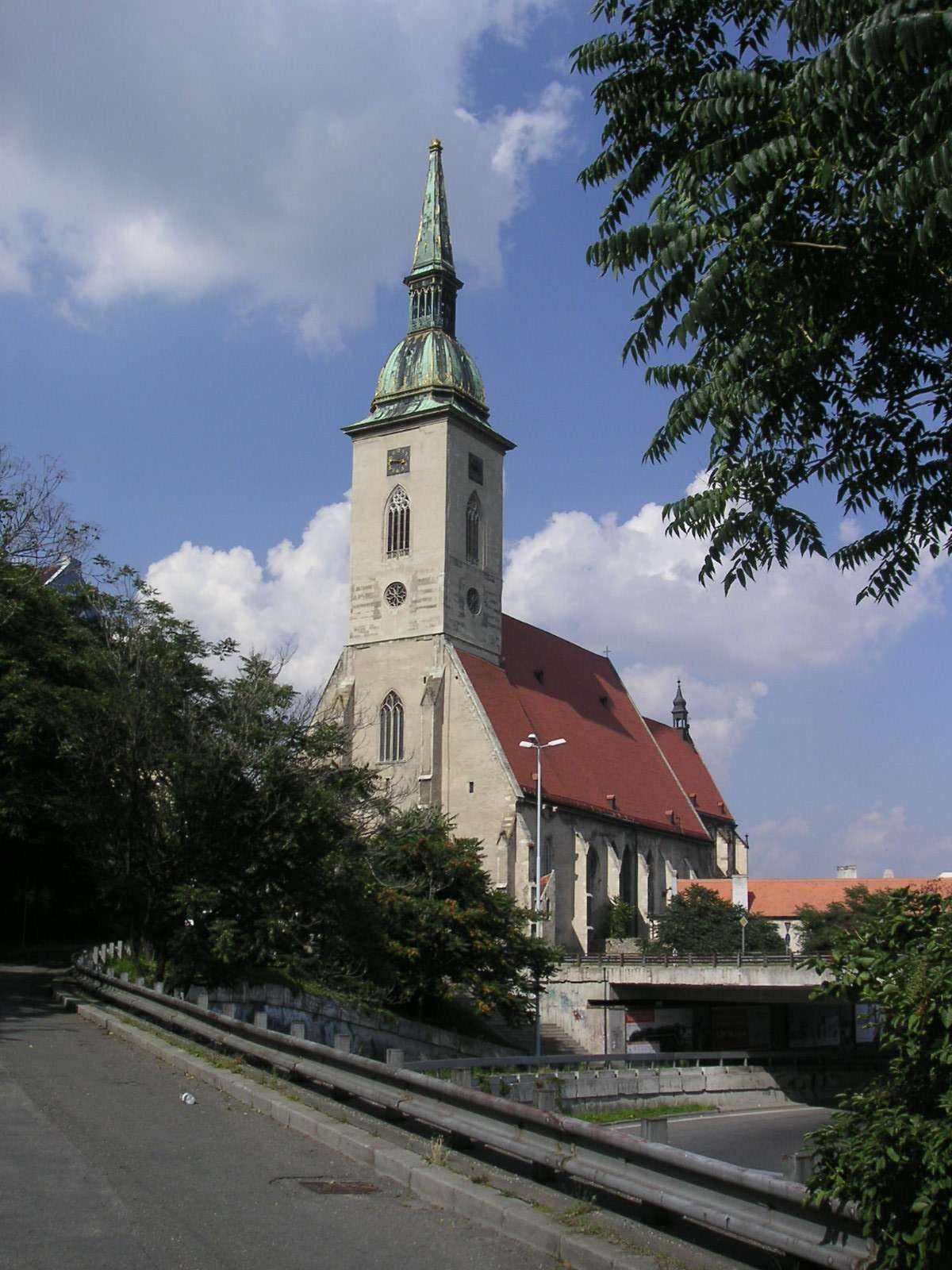
نمای جلوی کلیسای جامع
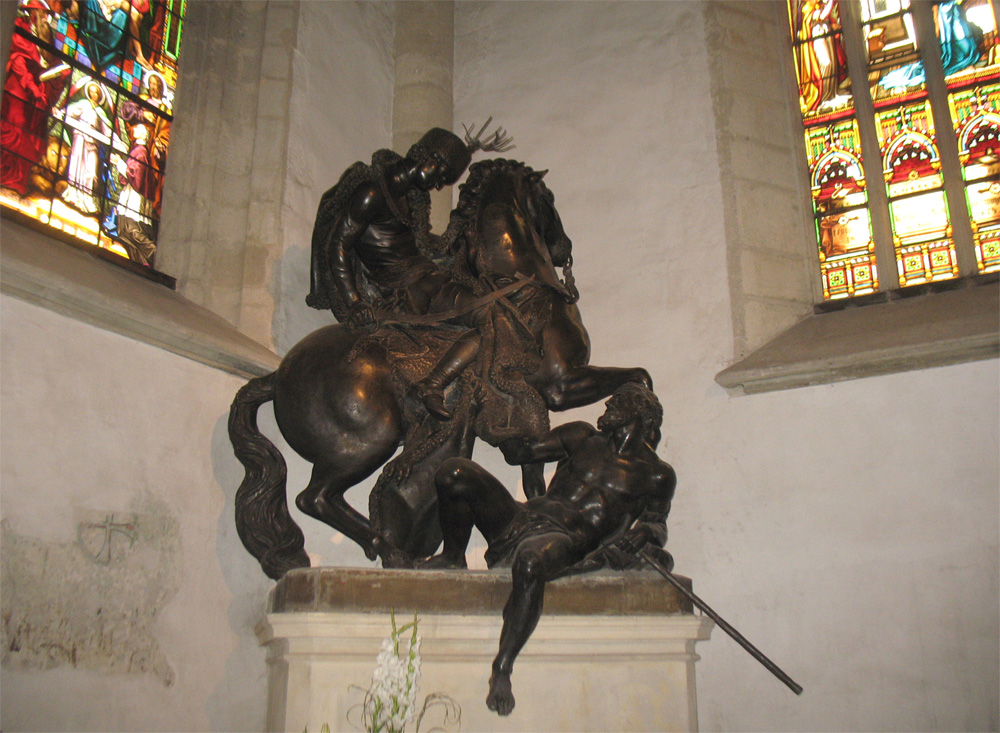
مجسمه سنت مارتین
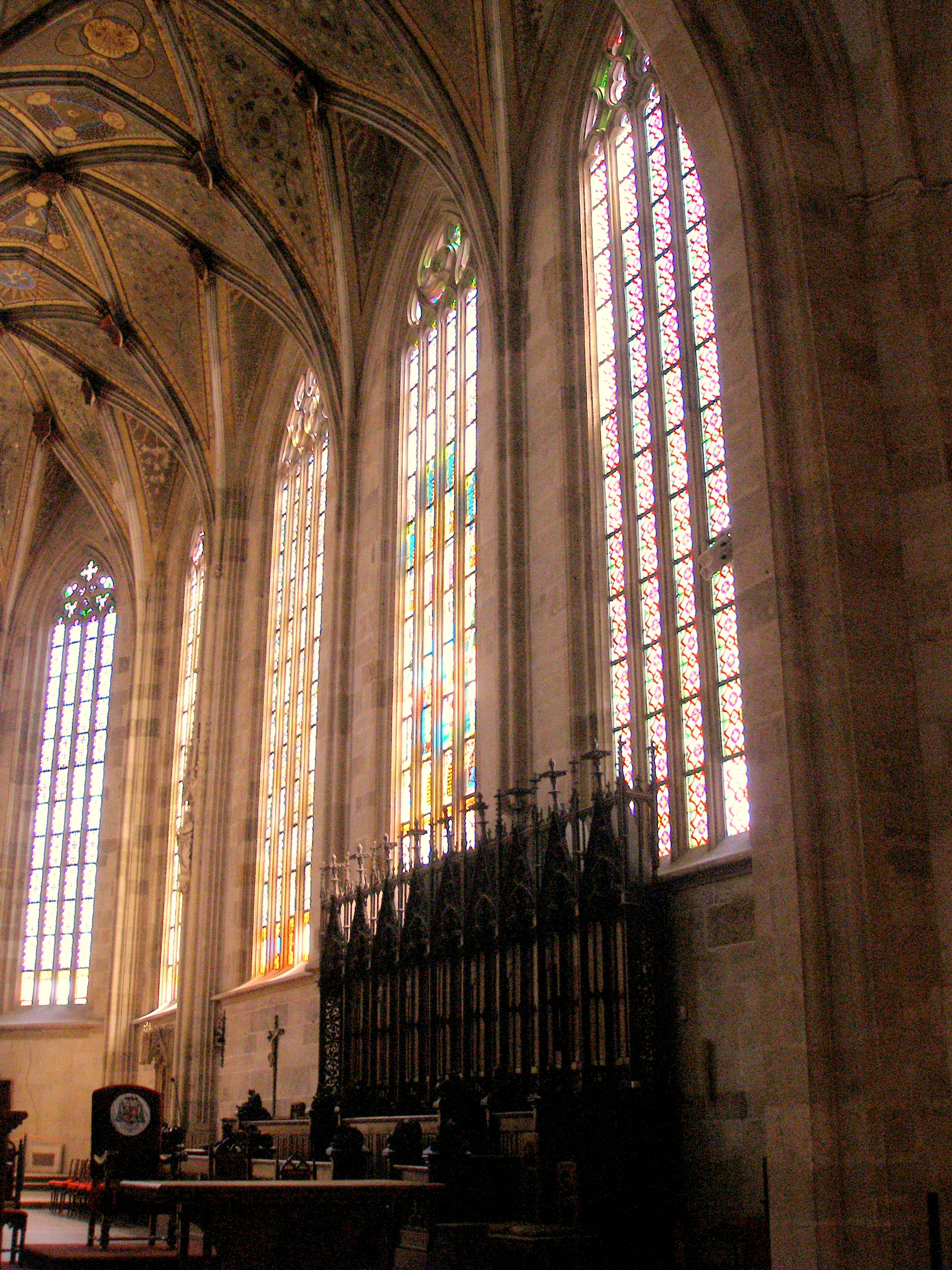
فضای داخلی کلیسای جامع
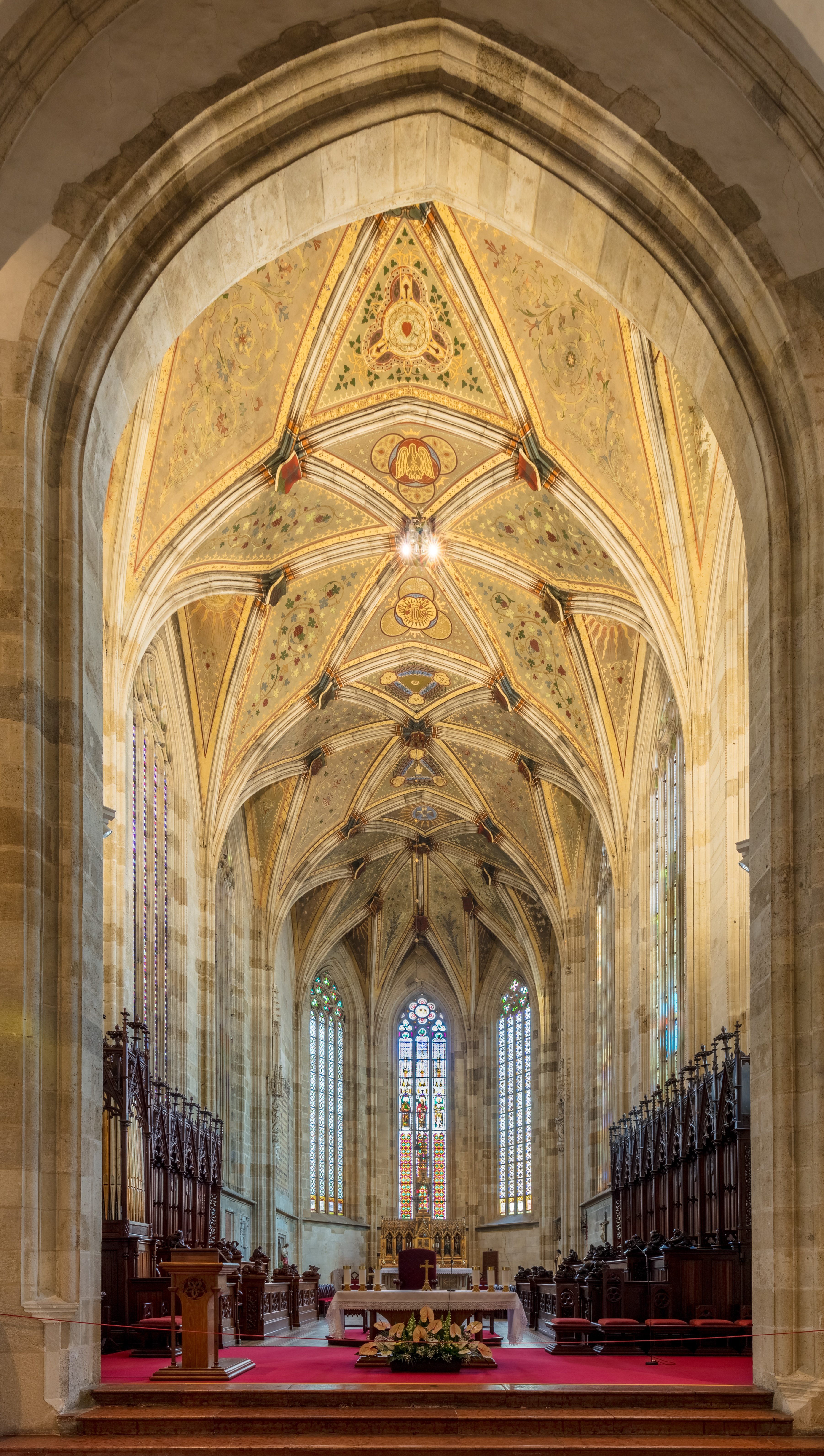
محراب عالی
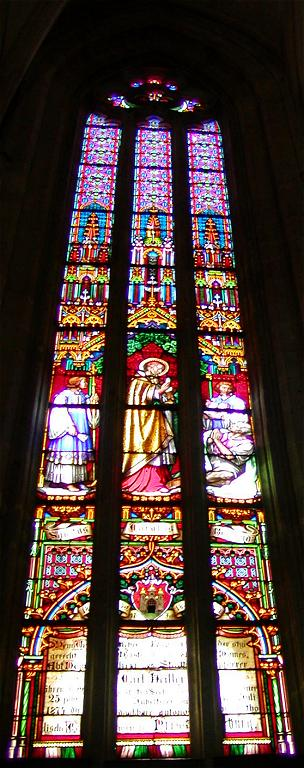
پنجره شیشه رنگی
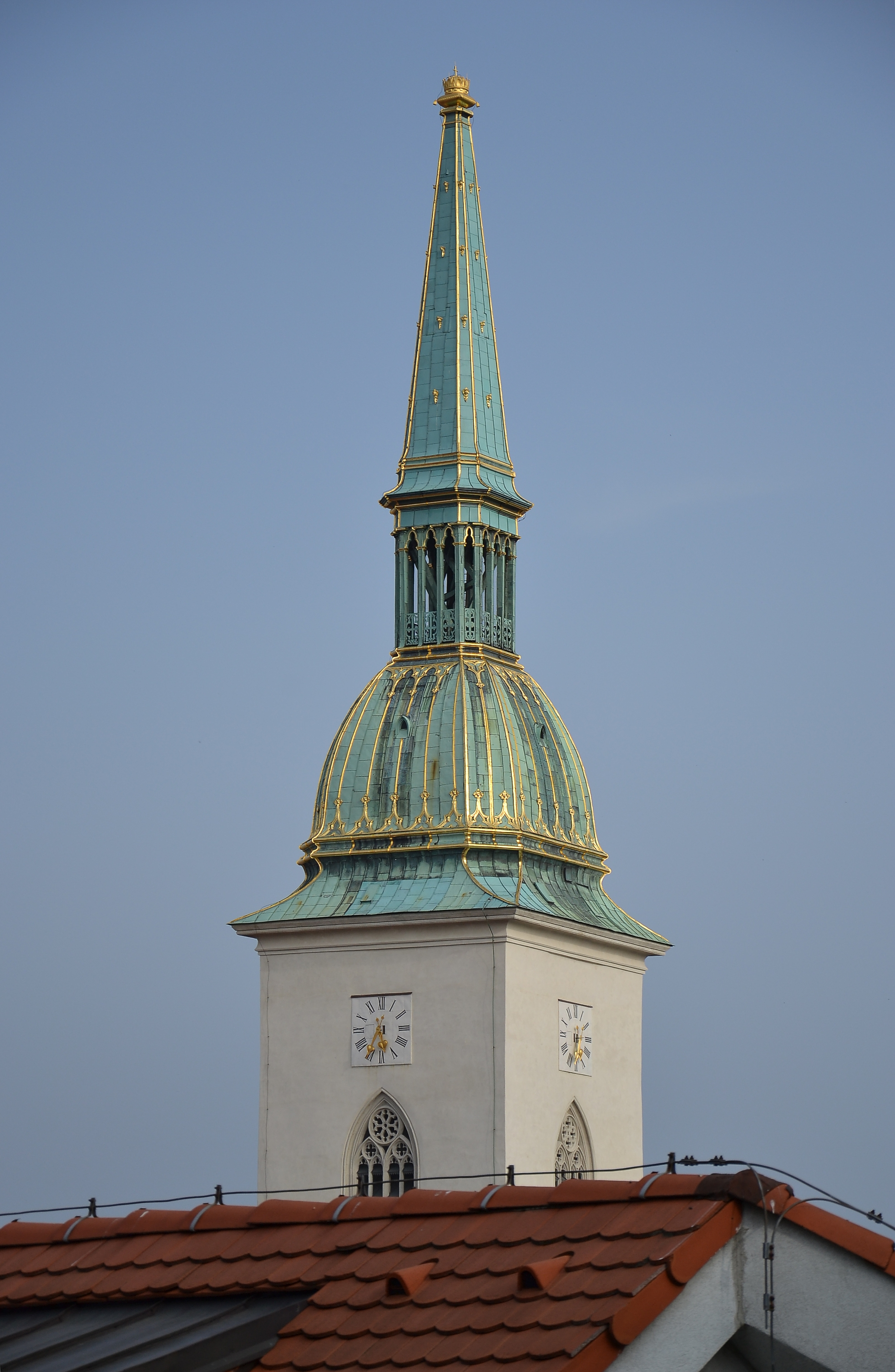
برج کلیسای جامع